# Nokia Asha 203
Nokia Asha 203 är en Series 40-baserad mobiltelefon med fysisk knappsats från Nokia som annonserades 27 februari 2012 vid Mobile World i Barcelona.
Asha 203 är i stora drag en kopia av Asha 202 – som lanserades samtidigt – men saknar en sekundär kortplats för ett extra SIM-kort.